# Таку (мост)
Мост Таку (кит. 塔库金沙江大桥) — мост, пересекающий реку Цзинша (верхнее течение и бассейн Янцзы), расположенный на границе уезда Йоншэн и района Гучэн городского округа Лицзян; стал 7-м по длине основного пролёта висячим мостом в Китае (2-м в провинции Юньнань) и высочайшим мостом над пересекаемой преградой в мире. Стал частью скоростной автодороги G4216 Чэнду — Лицзян. Открыт в 2020 году.

## Характеристика
Длина — 1 522 м. Конструкция — висячий мост с основным пролётом длиной 1 190 м. Мост будет иметь две башенные опоры (пилона). Дорожное полотно моста будет находиться на высоте 512 м над пересекаемой преградой — долиной реки Цзинша. Будет выше действующего моста-рекордсмена Сыдухэ на 16 м.
Строительство моста началось в 2014 году.